# Kanton Calais-Est
Calais-Est (Nederlands: Calais-Oost) is een voormalig kanton van het Franse departement Pas-de-Calais. Het kanton maakte deel uit van het arrondissement Calais. 
In maart 2015 werd het kanton opgeheven, het gedeelte van de gemeente Calais ging over naar het kanton Calais-3 en de gemeente Marck ging op in het kanton Marck.

## Gemeenten
Het kanton Calais-Est omvatte de volgende gemeenten:
- Calais (deels, hoofdplaats)
- Marck